# Стефан Лів
Стефан Даніель Патрік Лів (швед. Stefan Daniel Patryk Liv; нар. 21 грудня 1980, Гдиня, Польща — пом. 7 вересня 2011, аеропорт Туношна, Ярославська область, Росія) — шведський хокеїст, воротар.

## Дитинство
При народженні отримав ім'я Патрік Сліз (пол. Patryk Śliż). Виховувався в дитячому будинку. В два роки його всиновила шведська сім'я Єнса та Аніти Лів.

## Клубна кар'єра
Дебютував у елітному дивізіоні шведського хокею у сезоні 1999/2000. Протягом семи сезонів захищав кольори клубу ГВ-71. Чемпіон Швеції 2004 року. У четвертому раунді драфта НХЛ 2000 був обраний командою «Детройт Ред-Вінгс». З цим клубом підписав річний контракт 2006 року. В Національній хокейній лізі не провів жодного матчу. Виступав за команди нижчих дивізіонів «Гранд Рапідс Гріффінс» та «Толедо Сторм». Наступні три сезони провів у складі ГВ-71. За цей час команда з Єнчепінга двічі перемагала в елітсерії та одного разу посіла друге місце (2009). 2010 року дебютував у Континентальній хокейній лізі. З його допомогою «Сибір», вперше за чотири роки, брав участь у кубку Гагаріна. По завершенні сезону підписав дворічний контракт з ярославським «Локомотивом».

## Виступи у збірній
У складі збірної Швеції здобув золоту олімпійську медаль на іграх у Турині (2006). На турнірі провів один поєдинок; перемога над збірною Казахстана з рахунком 7:2. Був у резерві національної команди на іграх у Ванкувері (2010).
На чемпіонатах світу — одна золота (2006), одна срібна (2004) та дві бронзові нагороди (2002, 2009). Учасник ЧС 2005, 2008. Всього на Олімпійських іграх та чемпіонатах світу провів 11 матчів.
Загинув 7 вересня 2011 року в авіакатастрофі літака Як-42 під Ярославлем.

## Досягнення
| Нагороди         | Команда          | Кіл. | Роки             |
| ---------------- | ---------------- | ---- | ---------------- |
| Олімпійські ігри |                  |      |                  |
| Золото           | Швеція           | 1    | 2006             |
| Чемпіонат світу  |                  |      |                  |
| Золото           | Швеція           | 1    | 2006             |
| Срібло           | Швеція           | 1    | 2004             |
| Бронза           | Швеція           | 2    | 2002, 2009       |
| Чемпіонат Швеції |                  |      |                  |
| Золото           | ГВ-71 (Єнчепінг) | 3    | 2004, 2008, 2010 |
| Срібло           | ГВ-71 (Єнчепінг) | 1    | 2009             |